# Pašteta
Pašteta (njem. Pastete, od kasnolatinskog pasta: tijesto) prehrambeni proizvod u obliku paste ili namaza koji se dobiva finim usitnjavanjem i miješanjem različitih namirnica. Priprema se od mesne, riblje ili druge baze (kuhana svinjska, teleća i guščja jetra, druge vrste mesa, inćun, srdela, haringa, tuna, gljive, povrće), kojoj se dodaju začini, masnoća, te emulgatori i stabilizatori. Smjesa se miješa i usitnjava ručno, ili melje uz pomoć kućanskih aparata. U neke varijante se dodaju kuhana jaja, konjak i dr.
Može se poslužiti topla ili hladna, kao namaz ili narezana na kriške. Smatra se da najkvalitetnij okus razvije nakon što nekoliko dana odstoji u hladnjaku. Često se konzumira sa svježim kruhom ili prepečencem, kao sastojak sendviča, hladnih predjela i kanapea. Industrijski proizvedena pašteta dolazi na tržište u limenkama, tubama, staklenkama ili crijevu.
U francuskoj i belgijskoj kuhinji pâté en terrine je jelo od usitnjene mješavine mesa ili ribe i začina, kuhano i posluženo u posudama od glazirane terakote ili u kalupima, te prošarano mašću. Poslužuje se hladno. Pâté en croûte se pak priprema od mesnog ili ribljeg punjenja koje se peče u tijestu i servira narezano, toplo ili hladno. Vrlo je slično engleskoj piti. Za razliku od pâté en terrine, pâté en croûte često nije nalik na jelo koje se u Hrvatskoj i nekim drugim zemljama naziva "pašteta".
Pâté de foie gras, pašteta od guščje jetre, je cijenjeni specijalitet u svjetskim razmjerima, iako su u novije vrijeme sve češći prijepori oko etičnosti nasilnog tovljenja gusaka od čijih se jetra proizvodi, pa je na nekim mjestima pašteta od guščje jetre bila zabranjena.